# PalaSassi
Il PalaSassi Salvatore Bagnale è il palazzetto sportivo più importante di Matera, con un totale di circa 2 000 posti a sedere; attigua al palasport vi è una piscina per competizioni.
Fino al 2000 ha ospitato anche le gare interne della Pallavolo Femminile Matera, club che negli anni novanta ha vinto 4 scudetti consecutivi, 2 Coppe dei Campioni, 2 Coppe CEV, 3 Coppe Italia e 1 Supercoppa Europea. Ha ospitato inoltre le partite di basket dell'Olimpia Matera e di pallavolo dei Matera Bulls.
Nel 1998 è stato teatro del Trofeo internazionale di Basket della Città dei Sassi che ha visto protagoniste le formazioni Under21 di Italia, Turchia, Grecia e Spagna.
Nel 2003 ha ospitato l'XI edizione del World Grand Prix di pallavolo femminile, vinta dalla Cina.
Nel 2013 il PalaSassi è stato intitolato a Salvatore Bagnale, storico presidente della PVF Matera morto nell'aprile del 2012.